# Ginés López Rodríguez
Ginés López Rodríguez (Madrid, 1965) es un político español, alcalde del Ayuntamiento de Arganda del Rey por el Partido Popular en tres ocasiones (1995-1999, 2003-2007 y 2007-2009) hasta su renuncia al cargo el 10 de marzo de 2009 por su implicación en la presunta trama de corrupción del Partido Popular en la Comunidad de Madrid conocida como caso Gürtel.

## Biografía y carrera política
Es licenciado en Derecho por la Universidad Pontificia Comillas (ICAI-ICADE).
Fue presidente de Nuevas Generaciones de la Comunidad de Madrid de 1991 a 1994; alcalde-presidente del Ayuntamiento de Arganda del Rey de 1995 a 1999; director general de Administración Local de la Comunidad de Madrid de 1999 a 2000; director general de Coordinación de los Servicios y Atención al Ciudadano de la Comunidad de Madrid de 2001 a 2002; director general de Ordenación y Gestión del Juego de la Comunidad de Madrid de 2002 a 2003. 
Fue presidente del Partido Popular de Arganda del Rey desde 1990 y en marzo de 2009 fue suspendido cautelarmente de militancia por su implicación en la presunta trama de corrupción del Partido Popular en la Comunidad de Madrid conocida como Caso Gürtel.
Según el sumario, Ginés López podría haber recibido billetes de avión, estancia en hoteles, alquiler de coches y entregas en efectivo de 523.439 euros entre los años 2004 y 2008 por parte de la empresa constructora Martinsa, que adquirió suelo público y lo vendió posteriormente por el triple de su valor.

## Alcaldía de Arganda
Ginés López ha sido alcalde de Arganda en 3 ocasiones. La primera entre 1995 y 1999, la segunda entre 2003 y 2007 y la tercera entre 2007 y 2009.
El 10 de marzo de 2009 dimitió como alcalde-Presidente del Ayuntamiento de Arganda del Rey por su implicación por parte del juez en el sumario que investiga la presunta trama de corrupción del Partido Popular en la Comunidad de Madrid.

### Primera legislatura (1995-1999)
- Durante su mandato se produce la llegada del metro a Arganda del Rey
- Construcción de la Ciudad Deportiva Príncipe Felipe
- Creación del Centro Cultural Pilar Miró
- Ampliación de la biblioteca Pablo Neruda
- Clausura de la Casa de la Juventud
- Cierre por motivos políticos de la emisora municipal Radio Arganda
- Construcción del Centro Social La Poveda
- Remodelación de la Avda. del Ejército, C/. Real y C/. Libertad.
- Externalización de varios servicios públicos (transporte urbano, limpieza, servicios funerarios...)
- Entrevista en la que se habla de la futura prohibición de abrir nuevos locales de copas en avenida del ejército: http://www.elpais.com/articulo/madrid/MARTiN/_DAVID_/ASESINADO/_CASO_PASTILLEROS/_ARGANDA/MADRID/ARGANDA_DEL_REY_/MADRID/abriran/bares/zona/Arganda/murio/David/Martin/elpepuespmad/19960109elpmad_8/Tes

### Segunda legislatura(2003-2007)
- Proyecto de construcción del Hospital del Sureste en colaboración con la Comunidad de Madrid.
- Firma de un convenio para la construcción de más de 800 viviendas municipales protegidas en régimen de alquiler para menores de 35 años.
- Conversión de la Casa de la Juventud y de Servicios a la Mujer Dolores Ibárruri en un centro de asociaciones empresariales.
- Inauguración del Centro Joven de Arganda del Rey.
- Creación de un Centro de Zona de la UNED.
- Apertura de un Centro Asociado de la Escuela Oficial de idiomas (alemán e inglés).
- Construcción de nuevas dependencias policiales.
- Eliminación del Consejo de la Juventud.
- Cierre y desmantelamiento del Museo del Vino en 2003.
- Derribo del Auditorio Cultural Víctor Jara en marzo de 2007. El auditorio disponía de aulas, sala de exposiciones y un auditorio de 600 butacas remodelado en 2002.
- Creación de una vía ciclista que une Morata de Tajuña con Arganda del Rey.
- Apertura de un nuevo ambulatorio en el barrio de "los villares".
- Inauguración de las nuevas piscinas municipales de verano.

### Tercera legislatura(2007-2009)
- Celebracíon del Rock in Río
- Construcción de la calle de circunvalación AR-30
- Construcción del Recinto Ferial.
- Inauguración de la Ciudad del Fútbol
- Inauguración del Hospital del Sureste
- En marzo de 2009 dimite como alcalde por su implicación en la presunta trama de corrupción del Partido Popular en la Comunidad de Madrid (Caso Gürtel).